# Röykkä
Röykkä je vesnice v provincii Uusimaa ve Finsku. Administrativně spadá pod obec a město Nurmijärvi. Má přibližně 1600 obyvatel. Obec se nachází v jižní části obce, 5 km od hranic Vihti. Vesnici protíná silnice vedoucí mezi Loppi a Klaukkala.

## Okolí
Sousední vesnice jsou Leppälampi, Kiljava a Perttula v obci Nurmijärvi, a Vihtijärvi a Haimoo v obci Vihti.

## Budovy
V severní části Röykkä je bývalé secesní tuberkulózní sanatorium známé jako Sanatorium Nummela navržené architektem Magnus Schjerfbeckem v roce 1903. Sanatorium bylo v roce 1932 zrušeno a nahrazeno psychiatrickou nemocnicí. V roce 1989 byla nemocnice také uzavřena a od té doby byla zcela zdravotně postižená. Místní pověsti říkají, že v opuštěné nemocnici byly pozorovány paranormální jevy.